# Husův sbor v Křemži
Husův sbor v Křemži je sakrální budova sloužící náboženské obci Církve československé husitské v Křemži.
Kostel (sbor) byl vystavěn roku 1931 podle architektonického návrhu Ladislava Čapka. Stavba byla zadána zednickému mistru Františku Bohatému z Holubova a byla dokončena již 1. října1931. Na doporučeni architekta Čapka se nechala novostavba přes zimu usadit a slavnostní otevření novostavby sboru se konalo 1. května 1932 za účasti patriarchy Gustava Adolfa Procházky.
Na den 30. května 1931 bylo do Sokolovny svoláno shromáždění náboženské obce Církve československé. Za účasti 201 členů, na něm byla schválena a odhlasována stavba vlastního sboru. Okamžitě byla konána sbírka, která vynesla částku kolem 50 000 Kč. Ústřední rada Církve československé slíbila finanční podporu 130 000 Kč. První návrh vypracoval stavební asistent Antonín Domin z Chlumu, plány pak do dnešní podoby přepracoval zdarma architekt Ladislav Čapek z Prahy. Základní kámen ke stavbě sboru byl položen o letnicích roku 1931. Největším mecenášem byl architekt Ladislav Čapek. Věnoval zdarma plány sboru, podlahu a výmalbu interiéru
Interiér je vyzdoben prostě; zdi jsou zdobeny citáty z Modlitby Páně, v oltářní nice se nachází socha kážícího Ježíše Krista v nadživotní velikosti od Josefa Drahoňovského.